# (9241) Rosfranklin
(9241) Rosfranklin (1997 PE6) – planetoida z pasa głównego asteroid okrążająca Słońce w ciągu 5,33 lat w średniej odległości 3,05 j.a. Odkryta 10 sierpnia 1997 roku.